# Кукумавка
Кукумавка или сиви ћук (лат. Athene noctua) је птица грабљивица из породице сова, која се данас убраја међу најугроженије врсте. Припадница је малих сова. Гнезде се у старим звоницима цркава, на таванима, амбарима, у шупљинама дрвећа и рупама у зиду. Кукумавка и Кукувија су познате по нимало пријатном, продорном оглашавању, по чему су и добиле име. Често се чује у сутон на местима где се спајају насеља са пашњацима или обрадивим површинама. Међутим, као и остале врсте и ове су изузетно корисне птице. 

## Таксономија
Кукумавку је 1769. године формално описао аустријски природњак Ђовани Антонио Скополи под биномским именом Strix noctua. Мала сова се сада налази у роду Athene који је увео немачки зоолог Фридрих Бој 1822. године. Сова је означена као типска врста рода од стране Џорџа Роберта Греја 1841. године. Име рода, Athene, обележава сећање на богињу, чија би првобитна улога богиње ноћи могла да објасни везу са совом. Име врсте noctua има, заправо, исто значење, јер је латинско име сове посвећене Минерви, Атенином римском пандану.
Препознато је тринаест подврста:
- , 1857 – Западна Европа
- , 1769) – централна, јужна, југоисточна Европа до северозападне Русије
- , 1855 –  Румунија до Грчке преко Украјине и Турске од истока до југа Русије
- , 1913 – Кипар, јужна Турска до Ирака и Синаја (Египат)
- , 1847 – Ирак и Азербејџан до Пакистана и северозападне Индије
- , 1873 – североисточни Казахстан и северозападна Кина
- , 1926 – Хималаји
- , 1928 – западно-централна Кина
- , 1870 – Монголија, јужни централни Сибир и североисточна Кина
- , 1809) – од обале северне Африке до југозапада Израела
- , 1909) –  Мароко до западног Египта и централне Арабије
- , 1863 – источни Судан, Еритреја и североисточна Етиопија
- , 1905 – источна Етиопија и Сомалија

## Опис
Кукумавка је мала сова, округле и одозго спљоштене главе, на кратком врату, са великим жутим очима окренутим напред и здепастог тела. Смеђе је боје перја с белим пегицама. Кукумавка је била заштитни знак Минерве, римске богиње мудрости. Према неким легендама убраја се у „претке света“, док под утицајем хришћанства постаје симбол ружноће и злослутности.

## Начин живота
Претежно су ноћне животиње. Кукумавка и кукувија су синатропне врсте, живе близу човека, у градском окружењу и сеоским домаћинствима, свугде где има отворених ливада с ниским жбунастим растињем на коме могу да лове ситне глодаре. Место за одмор и гнежђење су јој разне пукотине у објектима које је подигао човек, рупе у земљаним одсецима, рупе у дрвећу, пукотине стена и напуштена гнезда. У најхладнијим периодима зиме, ове сове се повлаче до крајњег југа Европе и севера Африке.

### Исхрана
Храни се првенствено крупним инсектима, ноћним лептирима, ситним глодарима, а на јеловнику се нађу и понеки миш или волухарица. Кукувија и кукумавка су станарице, што значи да су код нас присутне током читаве године. Миграторна кретања позната су само код младих птица које још нису полно зреле. Одрасле јединке се не селе и не удружују у групе.

## У људској култури
Сове су често приказиване од горњег палеолита па надаље, у облицима од статуета и цртежа до грнчарије и дрвених стубова, али су углавном генеричке, а не препознатљиве по врсти. Кукумавка је, међутим, блиско повезана са грчком богињом Атином и римском богињом Минервом, и стога представља мудрост и знање. Кукумавка са маслиновом гранчицом појављује се на грчком новчићу тетрадрахме из 500. п. н. е. (чија се копија појављује на модерном грчком новчићу од једног евра) и у бронзаној статуи Атени из 5. века п. н. е. која држи птицу у руци. Сматрало се да је зов кукумавке најавио убиство Јулија Цезара.
У бугарском и румунском фолклору за кукумавку се каже да је претеча смрти. Године 1992, кукумавка се појавила као водени жиг на новчаници од 100 гулдена Јапа Друпстина за Холандију.
Године 1843. енглески природњак Чарлс Вотертон пустио је неколико кукумавки које су донете из Италије на своје имање у Волтон Холу у Јоркширу, али оне нису успеле да се афирмишу. Каснија успешна увођења су остварили Лорд Лилфорд на свом имању Лилфорд Хол у близини Аундла у Нортхемптонширу и Едмунд Мид-Валдо у Стоунвол парку у близини Еденбриџа, Кент. Из ових области птице су се рашириле и постале су обилне до 1900. године. Сове су стекле лошу репутацију и веровало се да су храниле птићима дивљих птица. Због тога су постали забринути узгајивачи дивљачи који су покушали да их елиминишу. Британска задужбина за орнитологију је 1935. године покренула студију о исхрани кукумавке коју је водила природњакиња Алис Хиберт-Вер. Извештај је показао да се сове скоро у потпуности хране инсектима, другим бескичмењацима и малим сисарима и тако представљају малу претњу дивљим птицама.
Постоје докази да су од 19. века кукумавке повремено држане као украсне птице. У Италији су припитомљене и купиране кукумавке држане да лове глодаре и инсекте у кући и башти.
Чешће је било држање кукумавки како би их користили у такозваном сеоском лову. Ово је користило чињеницу да многе врсте птица реагују на сове агресивним понашањем када их открију током дана (мобинг). Такви ловови, посебно на жутосмеђе сове, практиковани су у Италији од 350. године п. н. е. до 20. века, и у Немачкој од 17. до 20. века. У Италији су се на овај начин хватале углавном шеве. Главно место трговине била је Креспина, градић близу Пизе. Овде су се традиционално 29. септембра продавале кукумавке које су биле узете из гнезда и одгајане у људској нези. Тек од 1990-их ова трговина је званично забрањена; међутим, због дуге културне традиције лова са кукумавкама, изузеци се и даље одобравају. Тако код Креспине још увек постоји центар за узгој сова, који одржавају ловци.